# Harald Klimenta
Harald Klimenta (* 1968 in Marktoberdorf) ist ein deutscher Physiker und Autor.

## Leben und Werk
Harald Klimenta studierte Physik an der Universität Regensburg und promovierte 1999 bei Wilhelm Prettl zu Elmsfeuern in Galliumarsenid-Halbleitern. Klimenta engagiert sich beim globalisierungskritischen Netzwerk attac und ist dort im wissenschaftlichen Beirat mit den inhaltlichen Schwerpunkten Finanzmärkte und Wachstumskritik.
Im mit Gerald Boxberger verfassten Buch Die zehn Globalisierungslügen (1998) entwerfen die Autoren laut Thomas Mirbach ein „Panorama der Gefahren, die mit der zunehmenden Globalisierung verbunden sind“ und problematisieren die „behauptete Unausweichlichkeit der Globalisierungsprozesse“. Als Ausweg wollen sie „realistische Alternativen“ vorstellen, was Mirbach als „anregend“ für die politische Bildung beschreibt. Im Jahr 2001 erschien Die 12 Aktien-Irrtümer: was Börsen-Gurus verschweigen, das „12 Illusionen über die Finanzwelt“ aufzeigen möchte.
Das Buch Wie wir wirtschaften werden (2003) von Harald Klimenta und Stefan Brunnhuber erschien als erster Bericht der Europäischen Akademie der Wissenschaften und Künste. Es versteht sich als Ergänzung zu Die Grenzen des Wachstums, in dem von einer Neutralität des Geldes ausgegangen wurde. Der Schwerpunkt des Berichts liegt auf zukünftigen Gestaltungsoptionen und „Szenarien für zukunftsfähige Finanzmärkte“, die Nord-Süd-Gerechtigkeit, Tauschringe und geschützte Währungsräume beinhalten.
Im Buch Das Gesellschaftswunder (2006) möchte Klimenta ermutigen, „alternative Wege zur alleinigen Messlatte, dem ‚totalen Markt’, zu erkunden und zu gehen“. Er kritisiert die Privatisierung öffentlicher Dienste, plädiert für einen funktionierenden Sozialstaat und präsentiert Aktionen von Bürgern, Initiativen und Nichtregierungsorganisationen im Bereich fairer Handel oder Erneuerbare Energien.
Das als Basistext von attac erschienene Buch Die Freihandelsfalle (2014) über die Transatlantische Handels- und Investitionspartnerschaft (TTIP) bündelte laut Anke Rösener die damals verfügbaren Informationen und setzte sich kritisch mit den einzelnen Vertragspunkten auseinander. Die Autoren kritisieren, dass TTIP „einzig auf Wettbewerbsfähigkeit und Gewinnmaximierung ausgelegt“ sei, und beschreiben die Regelungen zum Investitionsschutz, der zu einer Einschränkung politischer Gestaltungsspielräume führe. Als Gegenentwurf wird das „Alternative Trade Mandate“ vorgestellt. Hannes Koch rezensierte in der tageszeitung: Es biete „einen guten Überblick über die Argumente gegen das Freihandelsabkommen“, fokussiere aber nur auf die Nachteile des Freihandels, statt eine differenziertere Position einzunehmen. Im Folgejahr veröffentlichte Klimenta mit mehreren „Expertinnen und Experten aus einem pluralen Spektrum von Nichtregierungsorganisationen“ einen weiteren Basistext 38 Argumente gegen TTIP, CETA, TiSA & Co. Laut Anke Rösener problematisieren die Autoren, dass die „neoliberale Wettbewerbsdoktrin auf Jahrzehnte“ zementiert werden solle. In einer Rezension zieht Georg Auernheimer das Fazit, das Buch biete eine knappe Zusammenfassung der Argumente der Kritiker, die von der Annahme ausgehen, „dass es durch die transatlantischen Freihandelsabkommen zu einer grundlegenden Transformation des Systems kommen wird“.

## Publikationen
- Harald Klimenta u. a.: 38 Argumente gegen TTIP, CETA, TiSA & Co.: für einen zukunftsfähigen Welthandel. AttacBasisTexte 48. VSA-Verlag, Hamburg 2015, ISBN 978-3-89965-662-6.
- Harald Klimenta u. a.: Die Freihandelsfalle: transatlantische Industriepolitik ohne Bürgerbeteiligung – das TTIP. AttacBasisTexte 45. VSA-Verlag, Hamburg 2014, ISBN 978-3-89965-592-6.
- Harald Klimenta: Das Gesellschaftswunder: wie wir Gewinner des Wandels werden. Aufbau-Verlag, Berlin 2006, ISBN 978-3-351-02629-5.
- Stefan Brunnhuber, Harald Klimenta: Wie wir wirtschaften werden: Szenarien und Gestaltungsmöglichkeiten für zukunftsfähige Finanzmärkte. Europäische Akademie der Wissenschaften und Künste (Hrsg.). Redline, Frankfurt am Main und Wien 2003, ISBN 978-3-8323-1022-6.
- Harald Klimenta: Die 12 Aktien-Irrtümer: was Börsen-Gurus verschweigen. Deutsche Verlags-Anstalt, München 2001, ISBN 978-3-421-05500-2. Überarbeitete Taschenbuchauflage: Was Börsen-Gurus verschweigen: 12 Illusionen über die Finanzwelt. Deutscher Taschenbuch Verlag, München 2002, ISBN 978-3-423-36282-5.
- Harald Klimenta: Strukturbildung nahe der Stoßionisationsinstabilität in dotiertem GaAs: Elmsfeuer in Halbleitern. Der Andere Verlag, Osnabrück 2000, ISBN 978-3-934366-45-9. Zugleich Dissertation, Universität Regensburg, 1999.
- Gerald Boxberger, Harald Klimenta: Die zehn Globalisierungslügen: Alternativen zur Allmacht des Marktes. Deutscher Taschenbuch Verlag, München 1998, ISBN 978-3-423-36085-2.